# شلی موریسون
 شلی موریسون (انگلیسی: Shelley Morrison؛ زادهٔ ۲۶ اکتبر ۱۹۳۶ – درگذشته ۱ دسامبر ۲۰۱۹) یک هنرپیشه اهل ایالات متحده آمریکا بود. وی از سال ۱۹۶۱ میلادی تا پایان مرگ مشغول فعالیت بوده‌است.

## بخشی از فیلمشناسی
از فیلم‌ها یا برنامه‌های تلویزیونی که وی در آن نقش داشته است می‌توان به ویل و گریس، سربازان بورلی هیلز و راهبه پرنده اشاره کرد.